# Diecéze Amos
Diecéze amoská je římskokatolická diecéze nacházející se v Kanadě.

## Území
Zahrnuje území regionu Abitibi-Témiscamingue a jižní část regionu Nord-du-Québec.
Biskupským sídlem je město Amos, kde se nachází hlavní chrám, katedrála svaté Terezie z Avily.

## Historie
Diecéze byla zřízena 3. prosince 1938 bulou Christifidelium bonum papeže Pia XI. z části území diecéze Haileybury. Původně byla sufragánou arcidiecéze Québec, ale 31. října 1990 vstoupila do církevní provincie arcidiecéze Gatineau.
Dne 31. května 2007 získala území z diecéze Moosonee a diecéze Labrador City-Schefferville. Stejného dne přešla část území do diecéze Chicoutimi, Joliette a Trois-Rivières.

## Seznam biskupů
- Joseph Louis Aldée Desmarais (1939–1968)
- Gaston Hains (1968–1978)
- Gérard Drainville (1978–2004)
- Eugène Tremblay (2004–2011)
- Gilles Lemay (2011–2023)
- Joseph Ferdinand Guy Boulanger (od 2023)